# Шиншила
Шиншила (Chinchilla) — рід гризунів родини шиншилових. Слово походить з іспанської мови, а в ту прийшло скоріш за все з аймарської, правильна вимова — «чінчіла».
Розрізняють два види шиншил: довгохвоста або звичайна (Chinchilla lanigera) і куцохвоста шиншила (Chinchilla chinchilla). Природний ареал проживання — високогірні пустелі Анд в Чилі, Перу, Болівії і Аргентині. Шиншили були об'єктом інтенсивного полювання через цінне хутро, що привело до сильного зменшення їх чисельності. У цей час шиншили занесені до червоного списку Міжнародного союзу охорони природи. Довгохвості шиншили розводяться на хутро на фермах в багатьох країнах, а також поширені як домашні тварини.

## Природне місце існування
Батьківщина шиншил — Південна Америка. Куцохвості шиншили мешкають в Андах Південної Болівії, північно-західній частині Аргентини і північної частини Чилі. Довгохвоста шиншила нині зустрічається тільки в обмеженій області високогір'я на півночі Чилі. Приблизно половина всієї дикої популяції знаходиться в заповідниках, що охороняються, близько 5000 особин мешкають на приватних, незахищених територіях.
Природне місце існування шиншил — пустельні піднесеності, скелясті території на висоті від 300 до 5000 метрів над рівнем моря. Шиншили селяться в нішах між каменями, міжгір'ях скель, невеликих печерах, віддаючи перевагу північним схилам; у разі відсутності природних притулків самостійно викопують нори.

## Фізіологія і поведінка

Види шиншил

Біологія шиншил в природних житлах мало вивчена, основні дані про поведінку, розмноження і фізіологію отримують в штучних умовах. Більшість даних відносяться до довгохвостих шиншил зважаючи на їх масове розведення в неволі.
Шиншила має округлу форму голови, коротку шию. Довжина тіла становить 22-38 см, хвіст має довжину 10-17 см і покритий жорсткими остевими волосками. Шиншилам притаманний статевий диморфізм: Самки більші за самців і можуть важити до 800 грамів; вага самців зазвичай не перевищує 700 грамів. Шиншили пристосовані до нічного життя: великі чорні очі з вертикальними зіницями, довгі (8—10 см) вібріси, крупні округлі вуха (5—6 см). Скелет шиншили здатний стискатися у вертикальній площині, що дозволяє тваринам проникати у вузькі щілини в скелях. Передні кінцівки п'ятипалі, чотири хапальні пальці, один мало використовується. Задні кінцівки чотирипалі, один палець розгорнений назад. Сильні задні кінцівки удвічі довші за передні і дозволяють здійснювати високі стрибки, а сильно розвинений мозочок забезпечує хорошу координацію рухів, необхідну для безпечного переміщення по скелях. Chinchilla Brevicaudata відрізняється крупнішими розмірами, широкою головою, маленькими синюватими вухами і коротким хвостом.
Шиншили відносяться до всеїдних. Основу їх раціону складають різні трав'янисті рослини, в основному злакові, боби, також насіння, мохи, лишайники, чагарники, кора дерев, дрібні комахи.

### Хутро
Наслідком мешкання в холодному гірському кліматі є густе і тепле хутро. Шиншили є рекордсменами по щільності хутра серед тварин — на один квадратний сантиметр шкіри припадає понад 25 000 волосків. Така висока щільність забезпечується незвичайною будовою хутра: з кожної волосяної цибулини ростуть 60—80 якнайтонших волосків. Жорстке остеве волосся у шиншил відсутнє, пухове волосся має товщину всього лише 12—16 мікронів, криюче волосся — 24—28 мікронів і на 4—8 мм довше пухового.
Хутро шиншил настільки щільне, що в ньому не можуть мешкати паразити, звичайні для інших хутрових тварин. У шиншил є потові залози. При попаданні у воду хутро відразу намокає і тварина не може триматися на поверхні. Для позбавлення від вологи, видалення випавшого волосся і очищення хутра шиншили регулярно купаються у вулканічному попелі і дрібному пилі.

### Зуби
Загальний склад і будова зубів шиншил характерні для багатьох гризунів. Шиншили мають 20 постійних зубів. У кожній половині щелепи є один різець (Dens incisivus, I), всі чотири різці покрито темно-оранжевою емаллю. Ікла (Canini) не розвинені. Далі в кожній половині щелепи слідує один малий корінний зуб — премоляр (Praemolar, P) і три моляра (Molar, M). Праві і ліві напівщелепи дзеркально симетричні, тому зазвичай зображається тільки одна сторона. Всі зуби позбавлені коріння і ростуть впродовж всього життя.

### Розмноження

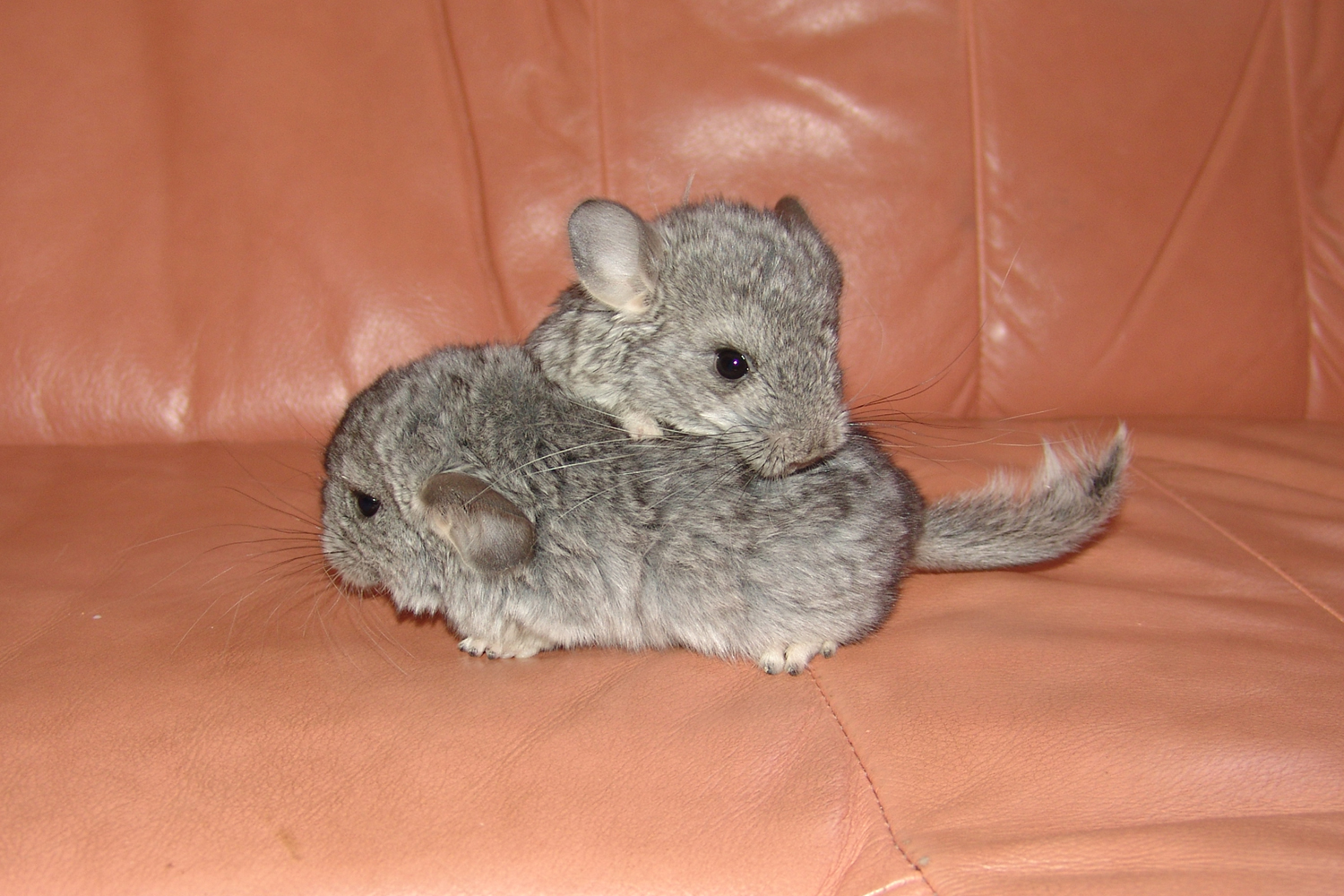
Дитинчата шиншили (півторамісячні)

Шиншили в основному моногамні. Шлюбний період проходить між листопадом і травнем в північній півкулі і між травнем і листопадом в південній півкулі. Самка зазвичай приносить два посліди в рік, 1—5 (зазвичай 2—3) дитинчат в кожному. Вагітність довгохвостої шиншили триває від 110 до 118 днів (куцохвостої — 128 днів). Шиншили народжуються добре розвиненими, з розплющеними очима. Вони повністю покриті хутром і важать до 70 грамів. Лактаційний період триває 6—8 тижнів, приблизно в 2 тижні від народження шиншилята починають пробувати дорослу їжу (спочатку сіно). Статевої зрілості молоді особини досягають приблизно до 8 місяців, шиншили деяких рідкісних забарвлень дозрівають пізніше за однолітків стандартного або бежевого кольору. Шиншили приносять потомство 8 років, тривалість їх життя в природних умовах близько 10 років, а в домашніх умовах може складати понад 20 років.

## Історія
Назву шиншилам дали іспанці, що вперше прибули до Південної Америки в 1524 році. Слово «Chinchilla» буквально означає «маленька Чінча» і походить від назви індіанського племені чінча, представники якого носили одяг з шкірок шиншил. Пізніше це плем'я було скорене інками, які також високо цінували хутро шиншил. З їх хутра і вовни виготовлявся одяг, який вважався атрибутом вищої знаті, крім того, м'ясо цих тварин використовувалося як засіб від туберкульозу. За інків полювання на шиншил строго обмежувалося. В результаті цього до початку завоювання європейцями Південної Америки шиншили були широко поширені на західній частині материка. З приходом іспанських завойовників темпи вилову тварин різко зросли, здобич і експорт шкірок постійно збільшувались.
Експорт шкірок шиншил з Чилі
- Рік Кількість, тис. шт.
- 1885 184.548
- 1896 321.375
- 1897 147.468
- 1898 332.328
- 1899 435.463
- 1900 370.800
- 1901 385.170
- 1902 126.940
- 1903 144.000
- 1904 314.100
- 1905 247.836
- 1910 152.863
- 1915 3.202
- 1917 4.380
- 1918 Експорт припинений

Висока популярність цього хутра на рубежі XX століття привела до майже повного винищування шиншил в дикій природі. У 1929 році була накладена заборона на вилов шиншил. На сьогодні чисельність диких шиншил поволі відновлюється, хоча цей вид все ще знаходиться під загрозою.

## Розведення в неволі

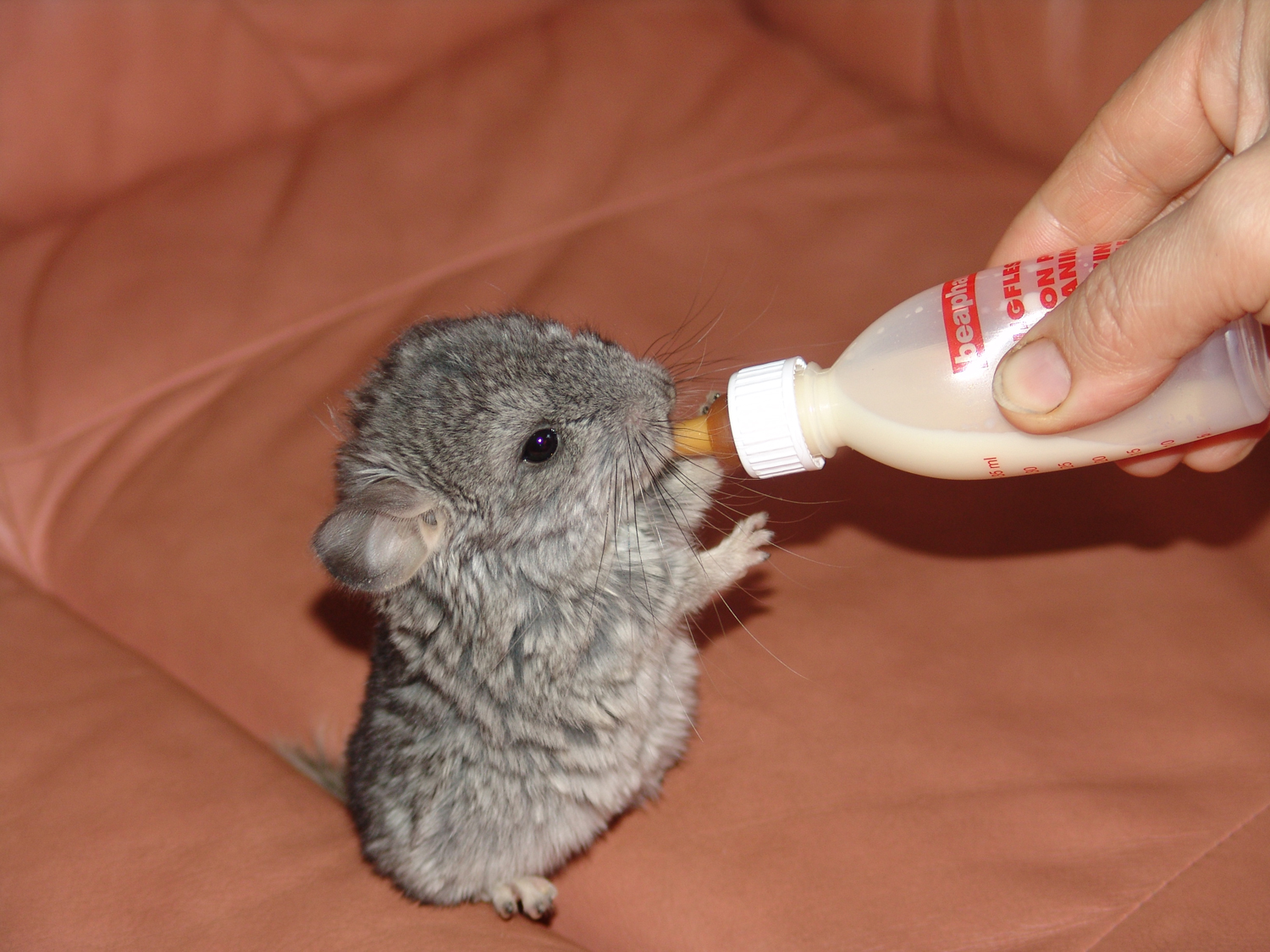
Штучне вигодовування дитинчати шиншили

Основоположником розведення шиншил в неволі був американський інженер Матіас Ф. Чепмен. У 1919 році він почав пошук диких шиншил, які на той час зустрічалися надзвичайно рідко. Він і 23 найманих мисливці за три роки змогли зловити 11 шиншил, з яких тільки троє були самками. У 1923 році Чепмену вдалося отримати дозвіл уряду Чилі на вивіз шиншил. Йому вдалося адаптувати шиншил до рівнинного клімату і переправити їх у Сан-Педро (Каліфорнія). Ці тварини стали родоначальниками нового виду хутрових звірів, що штучно розводилися. В кінці 1920-х років кількість шиншил щорічно збільшувалася на 35 %, на початку 1930-х — на 65 %. В 1950-х роках шиншилові ферми існували в більшості розвинених країн. З початку 1990-х років намітилася тенденція утримання шиншил як хатніх тварин.

## Матеріали з розведення шиншил
- Рахманов А. И. Шиншилла. — М: ООО «Аквариум-Принт», 2006.— 64 с: ил. ISBN 5-98435-450-0